# 조효소 M
조효소 M(영어: coenzyme M)은 고세균인 메테인 생성균의 대사와 세균의 다른 기질 대사에서 메틸기 전이반응에 필요한 조효소이다. 조효소 M은 화학식이 HSCH
2CH
2SO−
3인 음이온이다. 2-머캅토에테인설포네이트(영어: 2-mercaptoethanesulfonate)라고도 하며, HS–CoM으로 약칭된다. 양이온은 중요하지 않지만 나트륨 염이 가장 많이 사용된다. 2-머캅토에테인설포네이트는 반응성을 가지고 있는 주요 부위인 싸이올과 수용성 환경에서 용해성을 부여하는 설포네이트기를 모두 포함하고 있다.

## 생화학적 역할
조효소 M은 메테인 생성에서 C1의 공여체이다. 조효소 M은 메테인 생성의 끝에서 두 번째 단계에서 메틸-조효소 M 싸이오에터, 싸이오에터 CH
3SCH
2CH
2SO−
3로 전환된다. 메틸-조효소 M은 조효소 B, 7-싸이오헵타노일트레오닌포스페이트와 반응하여 헤테로다이설파이드를 생성하여 메테인을 방출한다.
CH
3–S–CoM + HS–CoB  →  CH
4 + CoB–S–S–CoM
이러한 유도 과정은 보조 인자 F430을 보결분자단으로 제한하는 조효소 B 설포에틸싸이오트랜스퍼레이스에 의해 촉매된다.

## 같이 보기
- 메스나 – 동일한 구조를 가진 화학 요법 항암 보조제